# Ussisõnad
Singles de Metsatöll
Hundi loomine
(2002) Oma laulu ei leia ma üles
(2005)
Pistes de Hiiekoda
Hiiekoda
(17)
Ussisõnad (français : Le charme contre les serpents) est le second single du groupe de Folk metal estonien Metsatöll, sorti en 2004. Il fut enregistré en décembre 2003 aux studios Matrix audio à Tallinn.

## Liste des titres
| Disque | Disque    | Disque            | Disque                 | Disque | Disque | Disque | Disque | Disque | Disque |
| No     | Titre     | Paroles           | Musique                | Durée  |        |        |        |        |        |
| ------ | --------- | ----------------- | ---------------------- | ------ | ------ | ------ | ------ | ------ | ------ |
| 1.     | Ussisõnad | chanson populaire | Lauri Varulven Õunapuu | 5:42   |        |        |        |        |        |
| 5:42   |           |                   |                        |        |        |        |        |        |        |